# Malak Ouchefoun
Malak Ouchefoun, née le 23 août 2003, est une joueuse algérienne de badminton.

## Carrière
Malak Ouchefoun est médaillée de bronze en double filles avec Dounia Naama ainsi que médaillée d'or par équipe filles aux Jeux africains de la jeunesse de 2018. Elle obtient ensuite la médaille d'argent par équipe mixte aux Jeux africains de 2019 à Casablanca. Elle est médaillée de bronze au championnat d'Afrique de badminton par équipes mixtes 2023 à Johannesbourg ainsi qu'aux Championnats d'Afrique de badminton par équipes 2024 au Caire. Elle est médaillée d'or au Championnat d'Afrique de badminton par équipes mixtes 2025 à Douala.